# Оперативное развёртывание войск
Оперативное развёртывание войск (сил) — важнейший элемент стратегического развёртывания вооружённых сил, суть которого заключается в создании и построении войсковых группировок на заданных стратегических или операционных направлениях, а также — на театрах военных действий (ТВД).
Оперативное развёртывание войск и сил, как правило, осуществляется заблаговременно перед началом войны или в случае внезапного нападения противника — сразу после её начала. Целями оперативного развёртывания могут быть отражение вражеской агрессии, обеспечение организованного и своевременного начала военных действий на уровне войсковых объединений и проведение мероприятий по локализации вооружённых конфликтов.
Обычно оперативное развёртывание войск (сил) включает в себя:
- резкое наращивание разведывательных мероприятий;
- развёртывание систем управления;
- развёртывание войск оперативного прикрытия;
- усиление сил и средств боевого дежурства;
- усиление войск, предназначенных для поражения высокоприоритетных целей, а при необходимости — и сил нанесения массированного ответного (ответно-встречного) удара;
- развёртывание войск первого оперативного эшелона и выстраивание его в соответствующее оперативное построение;
- создание авиационных группировок с переброской сил ВВС на аэродромы оперативного звена;
- полное развёртывание всех боевых возможностей войск ПВО с подготовкой их к отражению ударов средств воздушного нападения противника;
- развёртывание сил флотов в районах предназначения;
- наращивание орбитальных космических группировок до установленного состава военного времени;
- организация боевых группировок мобильных сил;
- развёртывание всего комплекса сил и средств технического обеспечения и оперативного тыла;
- выдвижение и сосредоточение сил второго оперативного эшелона на назначенные им рубежи обороны;
- развёртывание сил Гражданской обороны;
- создание территориальной обороны в соответствующих границах;
- и другие.